# Oreochromis hunteri
Oreochromis hunteri is een straalvinnige vissensoort uit de familie van de cichliden (Cichlidae). De wetenschappelijke naam van de soort is voor het eerst geldig gepubliceerd in 1889 door Günther. De vis is endemisch in het Chalameer op de zuidoostelijke helling van de Kilimanjaro. De soort staat op de Rode Lijst van de IUCN geklasseerd als 'kritiek'.